# Quido Benedict Rochepine
Quido Benedict Rochepine (12. prosince 1744 Brno – 30. dubna 1802 Vídeň) byl vojenský inženýr, důstojník (kapitán–poručík) ženijního útvaru v Brně, a nejstarší syn plukovníka Pierre Philippe Bechade de Rochepina.

## Stavitelská činnost
Podílel se na přestavbě špilberských kasemat, které vybudoval jeho otec, k vězeňským účelům, v letech 1783–1785.